# Tomasz Urynowicz
Tomasz Mariusz Urynowicz (ur. 6 listopada 1973 w Krakowie) – polski samorządowiec, działacz sportowy i społeczny, z wykształcenia politolog, radny Krakowa i sejmiku małopolskiego, w latach 2018–2021 wicemarszałek województwa małopolskiego.

## Życiorys
Absolwent studiów politologicznych na Akademii Pedagogicznej w Krakowie, a także studiów podyplomowych na Uniwersytecie Jagiellońskim. W latach 1998–2010 zasiadał w radzie Dzielnicy XVIII Nowa Huta, w tym od 1998 do 2002 jako przewodniczący dzielnicy (z ramienia AWS). Był założycielem i od 2004 do 2010 prezesem Nowa Huta Rugby Klub Kraków. W 2010 znalazł się w zarządzie Polskiego Związku Rugby. Działał również w Stowarzyszeniu „Nowy Hutnik 2010” oraz zasiadał w radzie społecznej Szpitala Specjalistycznego im. Stefana Żeromskiego w Krakowie. Do początku 2018 pracował jako dyrektor Departamentu Turystyki, Sportu i Promocji Małopolskiego Urzędu Marszałkowskiego, później przeszedł do spółki Opakomet, gdzie odpowiada za marketing.
W 2009 przystąpił do Platformy Obywatelskiej, z jej listy w 2010 i 2014 był wybierany do rady miejskiej Krakowa. W styczniu 2018 przeszedł do partii Porozumienie Jarosława Gowina. W tym samym roku zdobył mandat radnego sejmiku małopolskiego VI kadencji, startując jako kandydat tej partii z listy Prawa i Sprawiedliwości. 22 listopada 2018 wybrany na stanowisko wicemarszałka województwa małopolskiego. 17 sierpnia 2021 ogłosił odejście z klubu radnych PiS. 10 września tego samego roku został odwołany z funkcji wicemarszałka. 
W lutym 2023 r. jako członek Zarządu Krajowego Porozumienia poparł współpracę Porozumienia z Agrounią i połączenia obu partii w jedno ugrupowanie. Gdy jednak liderzy obu formacji zrezygnowali z połączenia i podjęli współpracę z PSL (Porozumienie) i z  PO (Agrounia), zrezygnował z członkostwa w Porozumieniu. W wyborach samorządowych w 2024 był kandydatem lokalnego komitetu na wójta gminy Kocmyrzów-Luborzyca, przegrał jednak w drugiej turze. W tym samym roku został naczelnikiem kancelarii burmistrza Bochni, a w 2025 objął funkcję sekretarza tego miasta.

## Życie prywatne
Żonaty, ma dwoje dzieci. W plebiscycie „Gazety Wyborczej” z okazji 60-lecia powstania Nowej Huty został wybrany na „Przodownika Nowej Huty”.